# Драган Ђукић (рукометни тренер)
Драган Ђукић (Аранђеловац, 9. августа 1962) је српски рукометни тренер.

## Играчка каријера
У играчкој каријери наступао је за РК “Жупа” Александровац, РК “Студент” Крагујевац и РК “Гоч” Врњачка Бања. Врло рано 1986. године, одлучује да се посвети тренерској каријери и у почетку упоредо предводи као тренер и игра за РК “Жупа”.

## Образовање
Завршио је Вишу тренерску школу на Факултету за Физичку културу у Новом Саду, а дипломирао на Факултету за Спорт у Београду. Поседује и највише тренерско звање Европске Рукометне Федерације - EHF Master Coach.

## Тренерска каријера
У периоду од 1987. - 2001. био је ангажован као тренер разних млађих селекција Југославије, Србије и Црне Горе и Србије. Кроз свој рад афирмисао више младих играча у свим срединама где је радио: Иван Лапчевић (РК “Жупа”), Данијел Анђелковић (РК “Колубара”), Daniel Buday (Пик Сегед), Carlos Carneiro (“Мадеира САД”), Andy Schmid (селекција Швајцарске) итд.
Осим тога, у истом периоду био је и тренер више клубова у Србији:
- РК „Жупа” Александровац 1986-1993. и 1994/95.
- „Металопластика” Шабац 1993/94.
- РК „Колубара” Лазаревац 1995-1997.
- ЖОРК „Напредак” Крушевац 1997/98.
- „Север кожатекс” Суботица 1998/99.
- „Црвена звезда” Београд 1999/00.
- Селектор репрезентације Јордана (2000).

Децембра 2000. постаје тренер мађарског клуба Пик Сегед где остаје до јуна 2003. одакле одлази у Македонију где ради као тренер РК «Вардар Ватростална» Скопје (2003—2005) и селектор македонске репрезентације (2003/04.), а у сезони 2005/06. преузима португалски клуб Мадеира САД са Мадеире.
У периоду од 2006. до 2008. био је селектор Швајцарске.
Априла 2009. године Ђукић наслеђује Карстена Албректсена на месту селектора националног тима Велике Британије са циљем да формира тим за Олимпијски рукометни турнир 2012. у Лондону. Уједно у сезони 2009/10. такође упоредо води и Пик Сегед.
Након Олимпијских игара, Ђукић напушта Велику Британију и септембра 2012. постаје селектор репрезентације Израела, на чијем челу остаје до августа 2015.
У сезони 2016/17. предводи Макаби из Тел Авива са којим осваја национални куп и пласира се у групну фазу ЕХФ Купа као прва и до сада једина израелска екипа којој је то пошло за руком.
Децембра 2016. постаје селектор Црне Горе, на чијем кормилу остаје до Јула 2018. Са овом селекцијом, након успешно одрађених квалификација учествује на ЕП у Загребу 2018.
Од октобра 2018. до јула 2019. тренира женску екипу „ЋСМ Букурешт" са којом осваја национални куп и игра 1/4 финале Лиге Шампиона.
Тренутно се налази на позицији спортског директора свих селекција Федерације Грузије.

## Успеси и признања
За свој рад више пута награђиван у срединама у којима је радио:
- од стране РСЈ проглашен “најбољим тренером за рад са младима” 1993. год.
- тренером године у Александровцу 1993. у Лазаревцу 1995.
- тренером века општине Александровац 2000. итд.
- тренером године у Мађарској 2002.

Са РК “Жупа” у сезони 1994/95. пласирао се у Прву Савезну Лигу СРЈ, тада највиши степен такмичења, а са млађим селекцијама истог клуба био шампион Србије и Југославије у сезони 1992/93.
Са РК “Вардар” Скопље освојио куп и шампионску титулу у Македонији а у сезони 2004/05. играо полуфинале ЕХФ КПК - остваривши најбољи резултат у историји клуба.
Са Пик Сегед три пута играо финале Купа Мађарске и три пута био вицешампион те земље, а са истим клубом био победник тадашње МЕХЛ лиге (данас СЕХА) у сезони 2002/03.